# Ateloglutus ruficornis
Ateloglutus ruficornis là một loài ruồi trong họ Tachinidae.